# Khasraj-e Khalaf
Khasraj-e Khalaf är en ort i Iran.   Den ligger i provinsen Khuzestan, i den centrala delen av landet, 500 km sydväst om huvudstaden Teheran. Khasraj-e Khalaf ligger 29 meter över havet och antalet invånare är 333.
Terrängen runt Khasraj-e Khalaf är mycket platt. Runt Khasraj-e Khalaf är det ganska tätbefolkat, med 144 invånare per kvadratkilometer. Närmaste större samhälle är Ḩalāf-e Yek, 4,8 km söder om Khasraj-e Khalaf. Omgivningarna runt Khasraj-e Khalaf är i huvudsak ett öppet busklandskap.